# سینه‌سرخ زرد رنگ‌پریده
سینه‌سرخ زرد رنگ‌پریده (نام علمی: Tregellasia capito) نام یک گونه از سرده سینه‌سرخ‌های روشن است.